# 龙源口桥
29°49′04″N 114°07′22″E / 29.81778°N 114.12278°E
龙源口桥位于中国江西省吉安市永新县龙源口镇龙源口村，1958年列为江西省文物保护单位。2006年公布第六批全国重点文物保护单位名单时，七溪岭战斗指挥所和龙源口桥做为同一个项目归入第一批全国重点文物保护单位井冈山革命遗址。
龙源口桥是一座单孔半圆形石拱桥，建于清道光十七年（1837年），长33米，宽2.5米，高9.2米。桥头两侧岸各有两根高1米，直径0.2米的铁柱，上面铸有“清道光十七年建”字样。1928年6月23日，龙源口战斗（龙源口大捷）就发生在这周围。第二套人民币三元纸币正面就以该桥作为图案。